# Wolfsgrubner See

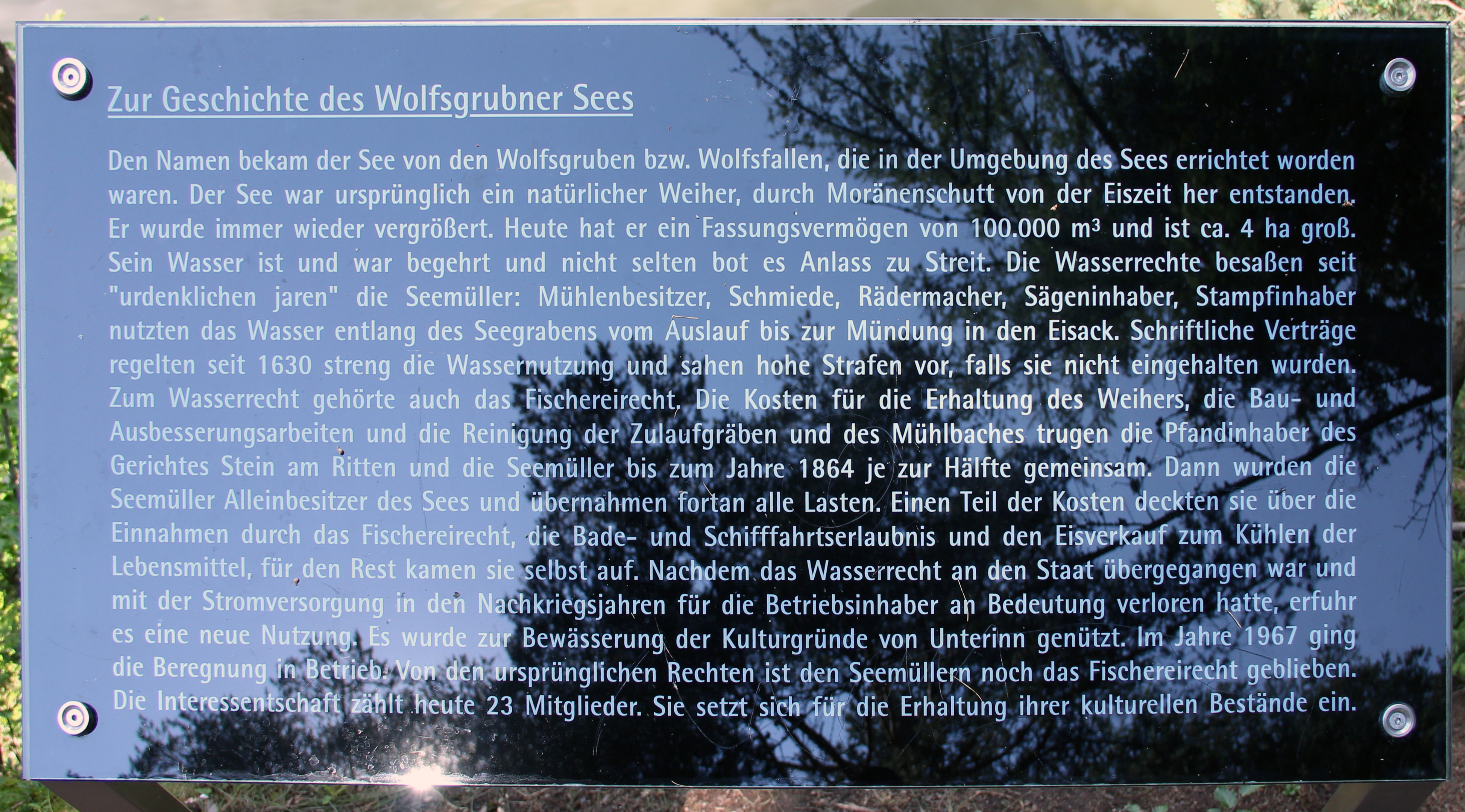
Gedenktafel am Wolfsgrubner See

Der Wolfsgrubner See (auch Wolfsgrubener See oder Wolfsgrubensee, italienisch Lago di Costalovara) ist ein See in Wolfsgruben auf dem Ritten in Südtirol (Italien).

## Lage
Der Wolfsgrubner See liegt auf 1176 m Höhe in Wolfsgruben, einer Ortschaft zwischen den Rittner Fraktionen Unterinn und Oberbozen. Über die Haltestelle Wolfsgruben der Rittner Bahn ist der See auch an den öffentlichen Personennahverkehr angeschlossen.

## Topographie
Der See, der durch eine Landzunge in zwei etwa gleich große Hälften geteilt wird, ist ca. 3,3 ha groß und hat ein Einzugsgebiet von 1,29 km². Seine maximale Tiefe beträgt 4 m und damit fasst er ein Volumen von 82.500 m³. 
Entwässert wird der See durch den Mühlbach, der in den Eisack mündet.

## Ökologie
Der Wolfsgrubner See wird aufgrund des hohen Zuflusses an Nährstoffen als eutroph eingestuft. Die damit verbundene starke Algenentwicklung, Trübung des Wassers, Wucherung von Wasserpflanzen und der hohe pH-Wert führten zwischen 1990 und 2000 zu einem Badeverbot und machten eine Gewässersanierung notwendig. In der Folge wurden die belasteten Zuflüsse abgetrennt, ein neuer Zufluss angelegt, Wasserpflanzen regelmäßig entfernt und in den Jahren 1999–2000 Sedimente entnommen.
Analysen der Wasserqualität in Hinblick auf eine Eignung als Badesee erbrachten in den letzten Jahren sehr gute Ergebnisse.

## Menschliche Nutzung
Im Sommer dient das Gewässer als Badesee, im Winter als Eislaufplatz.